# Вахрушин, Юрий Петрович
Юрий Петрович Вахрушин (22.12.1930 — 1996) — российский учёный в области электрофизической аппаратуры, доктор технических наук (1975), профессор, заслуженный деятель науки и техники Российской Федерации (10.04.1996), лауреат Государственной премии СССР 1970 года.
Родился 22 декабря 1930 года в Москве. Член КПСС с 1968 года.
В 1954 г. с отличием окончил МИФИ и поступил на работу в НИИЭФА (Научно-исследовательский институт электрофизической аппаратуры имени Д. В. Ефремова).
В 1958 году переведён в Институт ядерной физики СО АН СССР им. Г. И. Будкера (Новосибирск) на должность старшего инженера.
В 1960 году вернулся в НИИЭФА и работал там до последних дней. С 1968 года начальник лаборатории, последняя должность — директор научно-производственного комплекса «Линейные ускорители и циклотроны».
Кандидат (1967), доктор (1975) технических наук. Диссертации:
- Теоретическое и экспериментальное исследование и разработка ускоряющей системы сильноточного линейного индукционного ускорителя электронов : диссертация … кандидата технических наук : 05.00.00. — Ленинград, 1967. — 190 с. : ил.
- Линейные индукционные ускорители : диссертация … доктора технических наук : 05.14.00. — Ленинград, 1974. — 251 с. : ил.

Научные интересы — комплексное проектирование линейных резонансных ускорителей; линейные индукционные ускорители.
Лауреат Государственной премии СССР 1970 года (в составе коллектива) — за разработку, сооружение и ввод в действие линейного ускорителя протонов на энергию 100 МэВ — инжектора Серпуховского протонного синхротрона.
Лауреат Премии Совета Министров СССР. Заслуженный деятель науки и техники Российской Федерации (10.04.1996).
Сочинения:
- Ю. П. Вахрушин, И. М. Матора «Линейные индукционные ускорители — новые генераторы мощных пучков релятивистских электронов». УФН, 110, стр. 117—137 (1973)
- Ю. П. Вахрушин, А. И. Анацкий. Линейные индукционные ускорители [Текст]. — Москва : Атомиздат, 1978. — 245 с. : ил.; 20 см.